# アーバンチャンピオン
『アーバンチャンピオン』（URBAN CHAMPION）は、1984年11月14日に任天堂より発表されたファミリーコンピュータ初の対戦型格闘ゲーム。同年に『VS.アーバンチャンピオン』としてアーケード版が稼働されている。

## ゲーム内容

### システム
舞台は夜の街並で、いわゆるストリートファイト。プレイヤーは一人の男性を操作し、相手にパンチを当てて画面端に追い詰めていく。パンチは上下、強弱を使い分ける。相手のパンチをガードすることもできるが、上下が合致していないと攻撃をくらってしまう。強いパンチは相手をダウンさせて大幅に相手を押しやることが出来るが、大振りで隙が大きい。一方弱いパンチは素早いが、相手をダウンさせられない。
プレイヤーと敵には体力があり、パンチを出すごとに僅かずつ消費され、またパンチをくらうと大きく消耗する。体力がなくなっても即敗北とはならないが、遅く弱いパンチしか出せなくなり、弱いパンチを受けてもダウンするようになる。
相手を何度もダウンさせて画面の端に追い詰めると、1ラウンドを取ったことになる。そして3度（アーケード版では、プレイヤーのダウン許容回数を店舗側の設定により変更可能）画面外に追い詰めると、相手がマンホールに落下し勝利となる。2人での対戦プレイも可能。
アーケード版では、1コインで2人が対戦プレイできる（設定により2コインを必要とするようにもできる）。但し、対戦の決着が付くと両者ゲームオーバーとなる。なお、アーケード版ではBGMがファミコン版と異なっている。ハイスコア達成時のネーム入れ時のBGM（VS.バルーンファイトと同じ曲）と共に、ファミコンでは聞くことの出来ない貴重なサウンドである。
相手に勝ち続けると徐々にCPUの行動パターンが変化していき、ギミックの登場回数が増加する。それと共に残機数の下のアイコンの数や形が変化していき、計139連勝すると「CHAMPION」の称号が与えられるが、以降もプレイは続行できる（本作にエンディングは存在しない）。

### 仕掛け
鉢植え
頭上の窓から住民が落としてくる。当たったプレイヤーは一定時間経過か1発攻撃を受けるまで操作不能となってしまう。
パトカー
通常画面前方を通過したときは、プレイヤー同士は離れ、口笛を吹いてごまかす仕草を見せる。状況に関係なく勝負がそのラウンド最初の位置関係から仕切りなおしとなる。
タイムオーバーとなったときにも出現し、画面の端に近い方にいたプレイヤーが連行され、ラウンドの勝敗が決する。

## 移植版
| No. | タイトル                                      | 発売日                        | 対応機種               | 開発元           | 発売元                 | メディア                                | 備考                           |
| --- | --------------------------------------------- | ----------------------------- | ---------------------- | ---------------- | ---------------------- | --------------------------------------- | ------------------------------ |
| 1   | VS.アーバンチャンピオン                       | 1984年                        | アーケード             | 任天堂           | 任天堂レジャーシステム | アーケード                              | -                              |
| 2   | Urban Champion                                | 2002年11月11日                | ゲームボーイアドバンス | 任天堂           | 任天堂                 | カード                                  | -                              |
| 3   | アーバンチャンピオン                          | 2006年12月2日 2007年1月1日    | Wii                    | 任天堂開発第一部 | 任天堂                 | ダウンロード （バーチャルコンソール）   | ファミリーコンピュータ版の移植 |
| 4   | アーバンチャンピオン 3Dクラシックス           | 2011年7月13日 2011年8月18日   | ニンテンドー3DS        | アリカ           | 任天堂                 | ダウンロード                            | ファミリーコンピュータ版の移植 |
| 5   | アーバンチャンピオン                          | 2013年10月17日 2013年10月23日 | Wii U                  | 任天堂開発第一部 | 任天堂                 | ダウンロード （バーチャルコンソール）   | ファミリーコンピュータ版の移植 |
| 6   | アーバンチャンピオン                          | 2018年11月9日                 | Nintendo Switch        | 任天堂           | ハムスター             | ダウンロード （アーケードアーカイブス） | アーケード版の移植             |
| 7   | ファミリーコンピュータ Nintendo Switch Online | 2024年7月4日                  | Nintendo Switch        | 任天堂           | 任天堂                 | ダウンロード                            | ファミリーコンピュータ版の移植 |

## スタッフ
- エグゼクティブ・プロデューサー：山内溥
- プロデューサー：横井軍平
- デザイン：加納誠
- サウンド：田中宏和

## 評価
ゲーム誌『ファミリーコンピュータMagazine』の1991年5月10日号特別付録の「ファミコンロムカセット オールカタログ」では、「元祖横スクロールアクションといえるのがコレ」、「初期のアクションゲームだけに、攻撃はストレート、ジャブ、アッパーのパンチだけで、キックなどは使えない。また防御も顔面とボディのガード、そしてスウェーしかない単純なシステム。その単純さゆえにテクが必要になってくる」と紹介されている。